# 士別市
士別市（日语：／ Shibetsu shi */?）為北海道上川綜合振興局的城市，地處名寄盆地南部。東部為北見山地，西部為天鹽山地，發源於岩尾內湖的天鹽川與劍淵川在市內匯流。士別市是最後的屯田兵村莊之一，現已發展成為農業集散中心。當地以農業、林業和畜產業為主。在大正時代，士別市以澱粉製造為主，從昭和時代初期成為以製糖產業聞名的城市，至今當地仍有甜菜製糖的工廠。士別市也設有汽車及輪胎生產公司的測試場所，利用冬季進行寒冷環境的測試。
城市名稱源自愛努族的語言裡的「si-pet」，為「主要的河川」之意。由於日文發音與根室支廳標津町同樣為，為了避免混淆，電視或廣播中常以「武士士別」（サムライ士別）稱呼士別市，「根室標津」稱呼標津町。

## 歷史
- 1899年：屯田兵制度最後設置的兵村，約100戶進入士別地區。[5]
- 1902年：設置士別村戶長役場。
- 1906年4月1日：士別村成為北海道二級村。
- 1909年4月1日：多寄村、上名寄村成立為北海道二級村。
- 1915年4月1日：上士別村從士別村中分割獨立為北海道二級村、士別村成為北海道一級村。
- 1915年11月1日：士別村改制為士別町。
- 1923年4月1日：上士別村成為北海道一級村。
- 1924年4月1日：多寄村改為北海道一級村。
- 1927年10月1日：溫根別村從劍淵村（現在的劍淵町）中分割獨立為北海道二級村。
- 1949年8月20日：朝日村從上士別村分村。
- 1954年7月1日：士別町、上士別村、多寄村、溫根別村合併為士別市。
- 1962年1月1日：朝日村改制朝日町。
- 2005年9月1日：原士別市和朝日町合併為重新設立的士別市。

## 交通

### 機場
- 旭川機場（位於東神樂町）

### 鐵路
- 北海道旅客鐵道

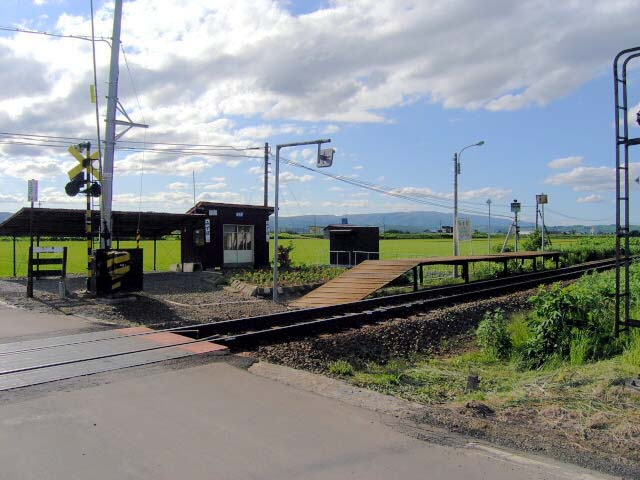
瑞穗車站

  - 宗谷本線：士別車站 - 下士別車站 - 多寄車站 - 瑞穗車站
- 過去曾有士別軌道，已於1959年廢止

### 道路
| 高速道路 - 道央自動車道：士別劍淵交流道 一般國道 - 國道40號 - 國道239號 主要道道 - 北海道道61号號士別瀧上線 - 北海道道101號下川愛別線 | 道道 - 北海道道205號上士別線 - 北海道道251號雨龍旭川線 - 北海道道293號溫根別劍淵停車場線 - 北海道道297號士別停車場線 - 北海道道536號劍淵原野士別線 - 北海道道537號旭士別線 - 北海道道639號上士別和寒線 - 北海道道850號瑞生下士別線 - 北海道道888號東陽多寄線 - 北海道道925號武德下士別線 - 北海道道976號西風連士別線 - 北海道道984號溫根別線 - 北海道道1161號士別劍淵內部線 |

## 觀光景點
- 九十九水鄉公園：位於天鹽川旁。
- 羊和雲之丘：轄區西部的山丘，有綿羊放牧於此。
- 綿羊牧場：位於羊和雲之丘旁。
- 岩尾內湖：天鹽川中因水壩而形成的湖，可供釣魚及露營。
- 上士別遺跡：於1971年發現，6000年前繩文人的豎穴遺跡。
- 大和牧場：上士別町山區中，面積達542公頃的市營牧場。

## 教育

### 高等學校
| - 道立北海道士別翔雲高等學校 （页面存档备份，存于） | - 市立北海道士別東高等學校 （页面存档备份，存于） |

### 小中學校
市內共有11所小學校、6所中學校。

## 姊妹市・友好都市

### 日本
- 三好市（愛知縣西加茂郡）：於2000年10月6日締結友好都市。[6]

### 海外

#### 姊妹都市
- 古爾本（澳大利亚 新南威爾斯）：於1999年7月3日締結姊妹都市。[7]

## 本地出身的名人
- 鈴木健太郎：足球選手
- 高橋真：漫畫家
- 輪島功一：拳擊選手
- 渡邊長武：1964年夏季奧林匹克運動會游泳自由式金牌
- ：演歌歌手

## 外部連結
- （日語）羊和雲之丘
- （日語）士別入口網站 （页面存档备份，存于）
- （日語）士別市兒童中心
- （日語）士別市議會
- （日語）朝日町合併特例區 （页面存档备份，存于）
- （日語）士別地方消防事務組合（負責士別市、劍淵町、和寒町之消防事務）
- （日語）士別警察署（負責士別市、劍淵町、和寒町之警察事務）
- （日語）士別商工會議所 （页面存档备份，存于）
- （日語）士別青年會議所 （页面存档备份，存于）
- （日語）士別薩福克研究會 （页面存档备份，存于）